# Восточно-саамский музей
Восточно-саамский музей (колтта-саам. Nuõrttsaaʹmi muʹzei, норв. Østsamisk museum) — музей колтта-саамской истории и культуры в городе Нейдене (коммуна Сёр-Варангер фюльке Финнмарк, Норвегия). Входит в сообщество музеев Тана и Варангера.
Музей расположен в новопостроенном здании, спроектированном на конкурсной основе в 2003 году архитектурным бюро Pir II Arkitektkontor. Музейное здание, общая площадь которого составляет 710 м², было построено в 2008 году, но более семи лет оставалось в процессе завершения из-за ряда технических проблем. Стоимость строительства обошлась в 42 млн норвежских крон.
С 2011 по 2013 годы руководителем проекта «Колтта-саамская культура поверх границ» («Skolt Saami culture across borders»), проводимого музеем, был немецкий лингвист Михаэль Рисслер.